# Herminia bidentalis
Herminia bidentalis är en fjärilsart som beskrevs av Hermann von Heinemann 1859. Herminia bidentalis ingår i släktet Herminia och familjen nattflyn. Inga underarter finns listade i Catalogue of Life.